# Oscar Ruggeri
Oscar Alfredo Ruggeri (født 26. januar 1962 i Rosario, Santa Fe, Argentina) er en tidligere argentinsk fodboldspiller, og senere træner, der spillede som midterforsvarer, og nåede næsten 100 landskampe. Han regnes som en af de bedste argentinske forsvarsspillere nogensinde, og var med det argentinske landshold med til at vinde både VM i 1986 og to Copa América-titler. Han spillede på klubplan for blandt andet Boca Juniors, River Plate og Real Madrid.

## Klubkarriere
Ruggeris aktive karriere strakte sig fra 1980 til 1997, og bragte ham til i alt ni forskellige klubber i fire lande. I Argentina var han tilknyttet fire af landets allerstørste klubber, Boca Juniors, River Plate, Vélez Sársfield og San Lorenzo. Med både Boca Juniors, River Plate og San Lorenzo var han med til at vinde det argentinske mesterskab, og med River blev det også til triumf i både Copa Libertadores og Intercontinental Cup.
Ruggeri spillede to år i spansk fodbold, heraf ét, 1989-90 sæsonen, hos storklubben Real Madrid. Her var han med til at sikre klubben triumf i La Liga. Han havde desuden kortvarige ophold hos både AC Ancona i Italien og Club América i Mexico.
I 1991 blev Ruggeri kåret til Årets fodboldspiller i både Argentina og i hele Sydamerika. I 1989 vandt han desuden den prestigefulde Don Balón-pris, som den bedste udlænding i den spanske La Liga.

## Landshold
Ruggeri var i en årrække en nøglespiller på Argentinas landshold, og var med til at vinde guld ved VM i 1986 i Mexico. Han deltog også ved VM i 1990, hvor argentinerne vandt sølv, samt ved VM i 1994. Udover succesen ved VM repræsenterede han også argentinerne ved hele fire udgaver af Copa América. I 1991 og 1993 var han en del af det vindende hold. Han var også med til at vinde Confederations Cup 1992. I alt nåede han 97 landskampe, hvori han scorede syv mål.

## Trænerkarriere
Efter at have indstillet sin aktive karriere har Ruggeri i flere omgange forsøgt sig som træner. Han har stået i spidsen for både San Lorenzo og Independiente, samt for mexicanske Chivas.

## Titler
Primera División
- 1981 (Metropolitano) med Boca Juniors
- 1986 med River Plate
- 1995 (Clausura) med San Lorenzo

Copa Libertadores
- 1986 med River Plate

Intercontinental Cup
- 1986 med River Plate

La Liga
- 1990 med Real Madrid

VM
- 1986 med Argentina

Copa América
- 1991 og 1993 med Argentina

Confederations Cup
- 1992 med Argentina